# Viktoria Karpenko
Viktoria Karpenko, em ucraniano: Виктория Карпенко (Kherson, 15 de março de 1981) é uma ex-ginasta ucraniana que competiu em provas de ginástica artística.
Viktoria fora representante da equipe ucraniana que disputou os Jogos Olímpicos de Sydney em 2000.